# Jožef Orel
Jožef Orel, slovenski pravnik in agronom, * 21. marec 1797, Skopo, † 17. november 1874, Ljubljana.

## Življenje in delo
Prva dva razreda osnovne šole je obiskoval v Ribnici, kjer si je 1808 priboril v 2. razredu 2. mesto v zlatih bukvah; 3. razred normalke je menda obiskoval v Ljubljani ter nato v Ljubljani do 1814 obiskoval gimnazijo in do 1816 licej, na Dunaju do 1817 menda tretji letnik liceja, do 1821 pa pravo. Po absolutoriju (spričevalu po končanem študiju) iz 1821, ki priča o njegovem »izvrstnem uspehu«, se je zaposlil na Dunaju pri metropolitanskem kapitlju, a od 15. junija 1823 do 10. maja 1824 v pisarni odvetnika Höniga. Istočasno pa se je  pripravljal za rigoroze ter bil 12. maja 1824 promoviran za doktorja prava. Po doktoratu se je vrnil v Ljubljano, bil zaposlen pri ljubljanskih odvetnikih in se trudil odpreti lasno advokaturo. Šele leta 1854 pa je dobil mesto notarja za Ljubljano in Vrhniko.
Ker je leta 1836 podedoval veliko posestvo na Ljubljanskem barju se je vse do smrti pretežno ukvarjal s kmetijstvom. Leta 1834 je bil sprejet med člane Kranjske kmetijske družbe, od 1838 pa je bil član njenega glavnega odbora. Od 1847 je več let s presledki vodil poskusno postajo kmetijske družbe na ljubljanskih Poljanah, kjer so preizkušali nova orodja, stroje, gnojila in uvajali nove sorte v uporabo. Prizadeval si je osuševanje Ljubljanskega barja.
Skupaj s tiskarjem in založnikom J. Blaznikom se je potegoval za slovenski strokovni časopis, ko so bile ustanovljene Kmetijske in rokodelske novice (1843) je bil predviden za urednika, nazadnje pa je uredniško mesto dobil J. Bleiweis. Orlov največji uspeh je bila ustanovitev kmetijske šole s slovenskim učnim jezikom v Ljubljani 1849. V družbinem letopisu Annalen je med drugim predstavil izkušnje pri krmljenju domačih živali (1838) ter pridobivanje kolerabe in pese (1845); v časopisu Illyrisches Blatt je objavil razpravo o slinavki in parkljevki rogate živine ter njenih posledicah (1841). Od 1843 do 1874 je bil med glavnimi pisci v Kmetijske in rokodelske novice, prispeval je zlasti uvodne članke o kmetijstvu, med njimi je pomemben Poduk o hmeljoreji (1853), ki je prvi zapis o hmeljarstvu na Slovenskem.